# Galerie H
Galerie H, Kostelec nad Černými lesy, Náměstí Smiřických 49, byla v 80. letech 20. století významným neoficiálním výstavním centrem.

## Historie
Galerie H byla založena v roce 1983 bratry Jiřím a Zdenkem Hůlovými a Josefem Volvovičem v domě a v přilehlé stodole rodiny Hůlových v Kostelci nad Černými lesy.
Galerie navázala na výstavy v ateliérech, které byly na přelomu 70. a 80. let jednou z mála možností jak volně vystavovat. Na začátku byly hlavní výstavní prostory ve stodole, kde byl jen ateliér Zdenka Hůly. Postupně bylo místo za pomoci přátel přeměněno v originální výstavní prostor, jehož součástí jsou tzv. realizace – práce umělců na pomezí umění a designu (např. podlaha a schody od Jiřího Beránka, zeď od Václava Vokolka, reliéfní police od Kurta Gebauera).
Mezi lety 1983–1989 se Galerie H postupně stala významným centrem alternativní kultury. Galerie vynikala koncepční činností, programem, který však neřídil stálý teoretik, ale spíše snaha o maximální otevřenost. Impulzy k volbě témat vycházely z dialogu s osobnostmi spřátelenými s galerií a zasahovaly do různých oblastí – vědy, filozofie, literatury, divadla, hudby aj. Škála zdejších aktivit byla poměrně široká, pořádaly se zde tematické výstavy (např. na výstavě Velká kresba byla podmínkou pro vystavení plocha kresby větší než dva metry čtvereční), mezioborová setkání (např. Setkání – Vesmír, Setkání – Mikrosvět), autorské výstavy a akce, dětské dny. Doba, specifický prostor a neotřele uvažující osobnosti daly vzniknout z dnešního hlediska zcela aktuální platformě pro dialog a konfrontaci tvůrců různých generací.
Po roce 1989 se charakter Galerie změnil, uvažovalo se o ukončení činnosti, nakonec se i ve svobodných podmínkách ukázala potřeba nezávislého výstavního prostoru. Po roce 1995 byl Galerii navrácen původní soukromý neprestižní charakter pod názvem Ateliér GH. Dnes je možné jej navštívit po dohodě se Zdenkem Hůlou.
Zásadní aktivitou, která přetrvala dodnes a je určitým pokračováním Galerie H, je Studijní archiv Galerie H (dnes Archiv výtvarného umění), občanské sdružení, které založil Jiří Hůla v roce 1984. „Od počátku je archiv koncipován jako nevýběrový soubor dokumentů o současném českém a slovenském výtvarném umění. Nyní je patrně největší takto specializovanou sbírkou. Řádově jde o statisíce položek – katalogy, pozvánky, knihy, časopisy, texty, výstřižky, plakáty, fotografie, diapozitivy apod.“ V současnosti archiv působí na několika místech v Praze, v Centru současného umění DOX provozuje otevřené pracoviště s veřejnou knihovnou. Na adrese artarchiv.cz/abart je zpřístupněna rozsáhlá databáze českého a slovenského umění abART s profily osob, výstavních prostor, aktivit aj.
V roce 1990 byla v Kostelci nad Černými lesy založena Výtvarná společnost Kruh, sdružující některé umělce spojené s Galerií H
Soukromé aktivity bratrů Hůlových neunikly pozornosti Státní bezpečnosti, která je začala sledovat po udání plzeňského výtvarníka a spolupracovníka StB Milana Maura (krycí jméno Kamil). Aby se StB dostala do objektu a prozkoumala možnost instalace odposlechu, instruovala místního elektrikáře a tajného spolupracovníka StB Miloslava Nešpora, aby opakovaně uvolnil ochranné pojistky a mohl proniknout na pozemek galerie.

## Seznam výstav a akcí

### 1983
- 14. 5. – 5. 6. Realizace '83 (Jiří Beránek: Sloup, podlaha, schodiště, zábradlí), Jiří Beránek: Dvůr (Prostor a kresby)
- 11. 6. – 25. 6. Počítačová grafika
- 15. 10. – 30. 10. Krabičky
- 12. 11. – 20. 11. Tradiční nabídka keramiky

### 1984
- 9. 6. – 17. 6. Velká kresba
- 30. 6. – 17. 7. Záznam o činnosti
- 22. 9. – 7. 10. Realizace '84 (Olga Karlíková: Betonová linie; Josef Krupka: Dekorativní mříž; Pavel Rudolf: Znak GH a domovní číslo) Olga Karlíková: Obrazy; Josef Krupka: Objekty; Pavel Rudolf: Kresby
- 13. 10. – 30. 10. Čtyřverší

### 1985
- 6. 4. – 14. 4. Velikonoce
- 15. 5. – 9. 6. Realizace '85 (Kurt Gebauer: Kamenná police; Vladimír Gebauer: Výplně knihovny) Kurt Gebauer: Realizace a nerealizace, Vladimír Gebauer: Obrazy, kresby
- 15. 5. Kurt Gebauer: Jak si doma postavit trpaslíka (vernisáž)
- 9. 6. Zakončení výstavy Realizace '85, Výtvarné divadlo a Trpaslíci
- 15. 6. – 28. 6. Setkání - mikrosvět
- 30. 6. – 14. 7. Dětská kresba
- 30. 6. Dětský den (vernisáž)
- 21. 9. – 20. 10. Barevná socha
- 14. 12. – 20. 12. Prostor 1, Jiří Hůla, Zdenek Hůla
- 16. 12. Setkání Art Unidentified – Galerie H

### 1986
- 3. 5. – 11. 5. Kruh Galerie H
- 14. 6. – 29. 6. Formát A4
- 21. 7. – 3. 8. Prostor 2, Pavel Rudolf
- 8. 11. Větrný den, Zdenek Hůla: Draci a obrazy

### 1987
- 17. 5. – 23. 5. Hostia Galérie H
- 30. 5. – 7. 6. Hračky
- 30. 5. – 7. 6. Dagmar Hochová: Děti
- 6. 6. Dětský den
- 15. 6. – 28. 6. Dablovky
- 10. 7. Ebicykl
- 11. 7. – 2. 8. Setkání - vesmír
- 18. 10. – 1. 11. Realizace '87, Václav Vokolek: Obrazy

### 1988
- 19. 3. – 27. 3. Prostor 3, Jan Steklík: Čára
- 19. 3. – 27. 3. Pocta Warholovi
- 19. 3. – 27. 3. První jarní den
- 30. 4. – 14. 5. Realizace '88 (Jiří Žlebek: Skládací pult; Pavel Mühlbauer: Diatéka) Pavel Mühlbauer: Obrazy; Jiří Žlebek: Sochy
- 4. 6. – 19. 6. Loutky
- 16. 7. – 14. 8. Pohyb
- 17. 9. – 16. 10. Pět let Galerie H
- 22. 10. – 13. 11. Keramika výtvarníků pedagogů a jejich přátel

### 1989
- 27. 5. – 11. 6. Josef Müller: Sochy a objekty